# 塞諾沃
塞諾沃是保加利亞的城鎮，位於該國東北部，距離首府魯塞45公里，由魯塞州負責管轄，面積47.11平方公里，海拔高度185米，2010年人口1,518，居民主要信奉東正教。